# Mercedes Bulnes
María Mercedes Bulnes Núñez (Valdivia, 6 de junio de 1950-22 de noviembre de 2024) fue una abogada y política chilena. Fue diputada de la República por la región del Maule, cargo que desempeñó desde 2022 y hasta su fallecimiento en noviembre de 2024.
Junto con su marido, Roberto Celedón, fue víctima de violaciones a los derechos humanos por la dictadura de Augusto Pinochet, debiendo exiliarse por ocho años en Países Bajos. A su retorno a Chile, se destacó por apoyar en causas de DD.HH. como también por asumir la defensa de una de las víctimas del caso Pradenas.

## Familia y juventud
Nació en Valdivia, fue hija de Gonzalo Bulnes Aldunate y de Luz Adriana Núñez Meyer. Estudió Derecho en la Universidad de Chile, alcanzando a egresar de dicha casa de estudios. Luego, a raíz del golpe militar y que debió salir al exilio en los Países Bajos, logró convalidar sus estudios en la Universidad Complutense de Madrid, donde se tituló el 8 de diciembre de 1983. Luego, el 12 de julio de 1985, presentó el examen de revalidación para obtener el título de abogada en Chile.

### Matrimonio e hijos
Casada por 55 años con el abogado Roberto Celedón Fernández, ex convencional constituyente. Tuvieron 10 hijos y 24 nietos.

## Dictadura militar y exilio
Entre octubre y noviembre de 1973 estuvo detenida en el regimiento Buin junto a su esposo, el también abogado y ex constituyente, Roberto Celedón, donde fueron víctimas de tortura y acusados de tener vínculos con el Movimiento de Izquierda Revolucionaria (MIR).

"El día 23 de octubre de 1973 fuimos detenidos junto a mi marido en la casa de mi padre y conducidos al Regimiento Buin. La persona que lideraba la detención fue el capitán Víctor Echeverría Henríquez. (...) Roberto tenía entonces 26 años y yo 23, y estaba embarazada de mi tercera hija (...) esa noche, me dejaron a mí en la guardia hasta las dos de la madrugada. Y, en tanto, Roberto fue torturado dentro de las dependencias de la Comandancia del Buin"
Mercedes Bulnes

Tras su detención, el matrimonio debió exiliarse en Países Bajos retornando al país 8 años después.

## Vida laboral
Luego de vivir el exilio en Países Bajos, buscando siempre conciliar la vida familiar, laboral y el compromiso social, junto a su marido abrieron un estudio jurídico en la década de 1990, orientado principalmente para ayudar a quienes no tenían acceso a la justicia por no contar con los recursos económicos.
También, junto a su marido y algunos de sus hijos, ejerció la profesión de abogada en su oficina en la ciudad de Santiago.

### Actividad política
Su vida profesional siempre estuvo orientada a ayudar a la población vulnerable. Su caso fue incluido en el informe Valech y en 2014 presentaron una querella en contra de Víctor Echeverría Henríquez, quien en 2017 fue condenado como autor del delito de aplicación de tormentos. El 9 de agosto de 2021 la Corte Suprema invalidó la sentencia dictada por un Consejo de Guerra en 1975 que había condenado a Celedón y otros acusados por el delito de sedición. El tribunal estableció que las condenas se basaron en declaraciones y confesiones obtenidas bajo tortura. La profesional ha tenido un rol en el caso contra Martín Pradenas, pues representa a una de las denunciantes de abuso del hombre, acusado -además- de haber provocado el suicidio de la joven Antonia Barra.
Se inscribió como candidata independiente a diputada en las elecciones parlamentarias de 2021 por el distrito 17 (Maule, Constitución, Pencahue, Curepto, Curicó, Empedrado, Hualañé, Licantén, Vichuquén, Molina, Pelarco, Rauco, Río Claro, Romeral, Sagrada Familia, San Clemente, San Rafael, Talca y Teno), formando parte de la lista Apruebo Dignidad bajo cupo de Revolución Democrática a petición de Convergencia Social, debido a que no contaba con la legalidad en esa región para presentarla. Fue electa con 8348 votos, correspondientes al 3.5% y se transformó en la primera mujer electa por este distrito desde su creación en 2017. Una vez iniciado su período de diputada, se unió como diputada independiente a la bancada de Convergencia Social, y posteriormente a la del Frente Amplio.
En mayo de 2024, Bulnes anunció que le diagnosticaron cáncer de colon en fase 4. Semanas más tarde, la oposición política le negó la posibilidad de reemplazo en caso de ausencia a las votaciones por causa de su enfermedad.
Mercedes Bulnes falleció el 22 de noviembre de 2024, a causa del cáncer que padecía. Sus restos fueron velados en el Salón de Honor del Palacio del ex Congreso Nacional de Chile, mientras que el funeral se realizará en la Iglesia de San Ignacio, y luego serán llevados al Cementerio General de Santiago, donde fue cremada.

## Historial electoral

### Elecciones parlamentarias de 2021
| Año  | Tipo           | Territorio    | Pacto            | Partido | Votos | %   | Resultado |
| ---- | -------------- | ------------- | ---------------- | ------- | ----- | --- | --------- |
| 2021 | Parlamentarias | 17.º distrito | Apruebo Dignidad | Ind.-RD | 8418  | 3.5 | Diputada  |